# Enrico FitzGerold
Henry fitzGerold a volte Henry Fitz Gerald o Henry Fitzgerald, fu un funzionario governativo del XII secolo (1140 – 1174), è stato un nobile e cavaliere medievale britannico.

## Biografia

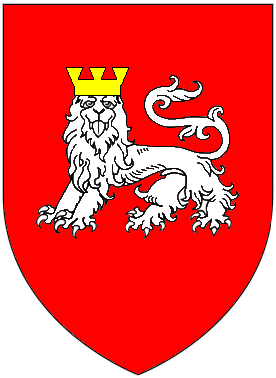
Arms of Lisle of Kingston Lisle: Leone di argento coronato

Erico FitzGerold era figlio di Robert fitzGerald proprietario terriero dell'Essex, e Alice FitzGerold,Enrico aveva un fratello di nome Guerino, la prima apparizione dei fratelli fu nei documenti della fondazione dell'abbazia di Walden, tra il 1138 e il 1144. Enrico successivamente fu testimone di un certo numero di carte per Enrico II prima dell'ascesa al trono d'Inghilterra. Dal 1158 al 1170 fu ciambellano di Enrico II, succedendo al fratello Warin. Poco dopo il 1154, fu nominato Ciambellano del Castello di Wallingford. Enrico II lo inviò a Sens in missione diplomatica presso il papa nel 1163.
Nel 1269 Alice concesse il maniero di Kingston al figlio minore Gerardo I de Lisle, la cui famiglia adottò lo stemma di FitzGerold: Il leone di argento coronato.

## Matrimoni e discendenza
Erico si sposò con Matilda de Chesney (1145-1200), l'ereditiera di William de Chesney, ebbe due figli:
- Sir Warin FitzGerold [13]
- Henry FitzGerald [14]